# Antón Guanche

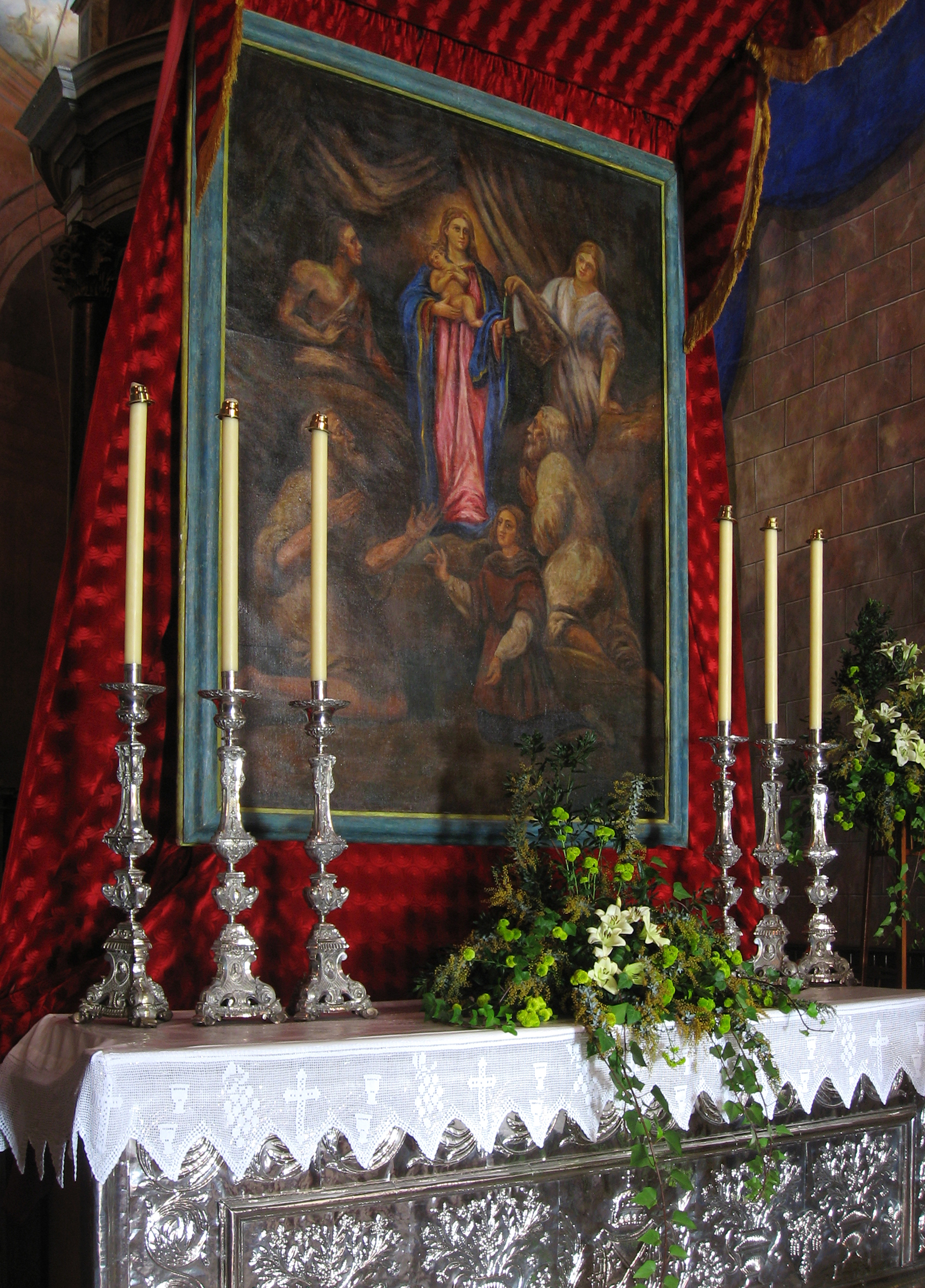
Cuadro de la virgen de Chinguaro −derivación de la virgen de la Candelaria−, en donde aparecen los guanches venerado a la virgen. Antón aparece representado arrodillado a los pies de la imagen mariana.

Antón Guanche fue un aborigen de la isla de Tenerife −Canarias, España− protagonista de los acontecimientos en torno a la presencia entre los guanches de la imagen cristiana de la virgen de Candelaria, patrona de las Islas Canarias, antes de la conquista europea de la isla.
Según la tradición histórica, Antón fue capturado siendo un muchacho hacia el año 1420 en las costas de Güímar por los colonos europeos de las islas de Lanzarote y Fuerteventura que llevaban a cabo razias esclavistas en las islas sin conquistar. Años más tarde, ya cristiano y bautizado con el nombre de Antón, regresó a Tenerife tras recibir la libertad por parte de su amo para que pudiera convertir a sus compatriotas según unos, o huido durante una arribada a la isla según otros. Descubierto por los guanches, Antón fue conducido a la cueva de Chinguaro donde residía el rey o mencey de Güímar, y allí descubrió la talla de la Virgen que los guanches adoraban bajo el nombre de Chaxiraxi. Antón explicó al rey que esa imagen era la madre de Dios, y le convenció para que fuera trasladada a un santuario propio. La imagen fue llevada entonces a la cueva de Achbinico, siendo Antón encargado de su custodia. Antón sirvió además de traductor a los misioneros asentados en la isla como Fray Alfonso de Bolaños (apodado el «Apóstol de Tenerife») y los monjes de su eremitorio.